# Lời nguyện khi mặc phẩm phục

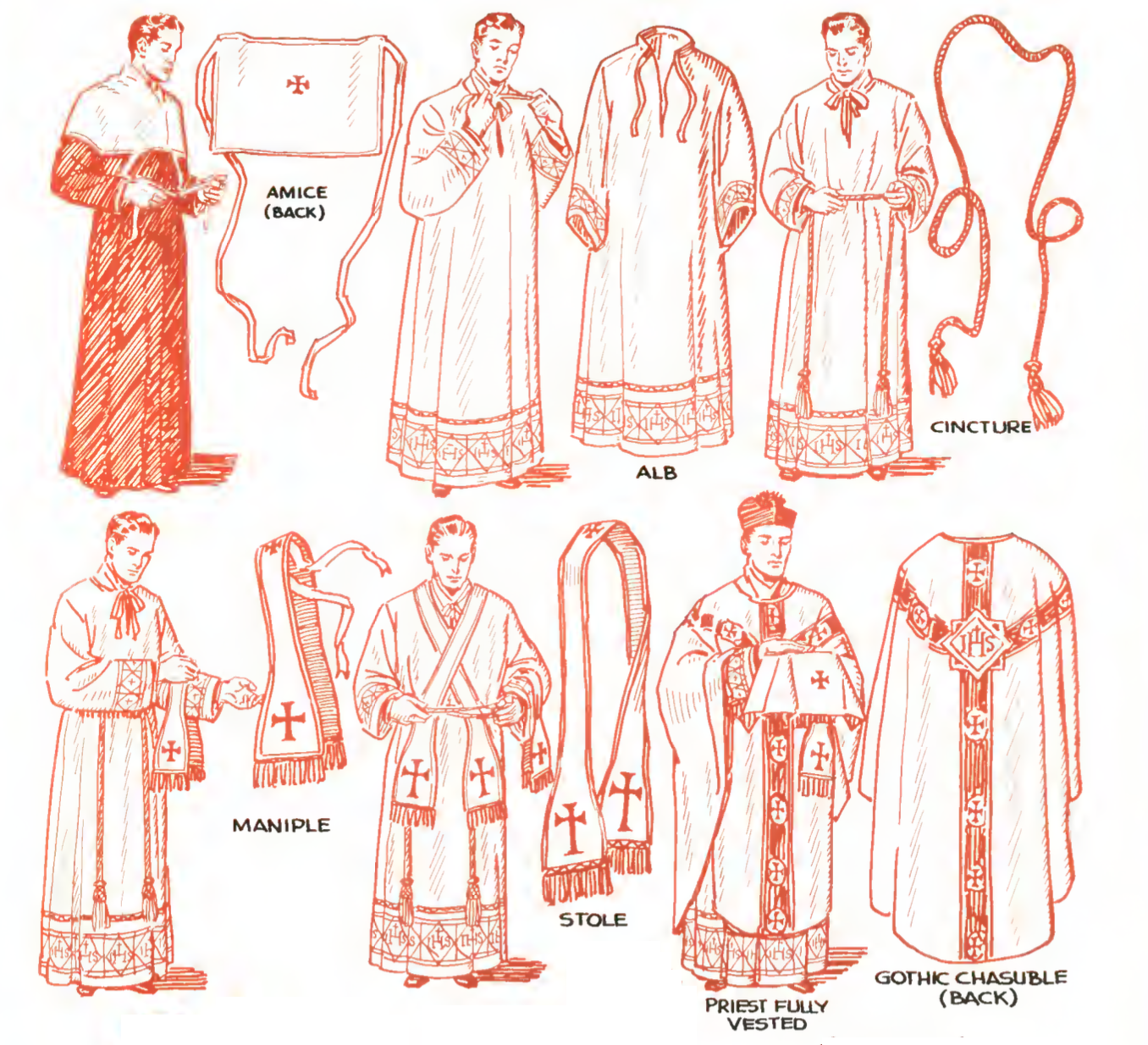
Hình vẽ minh họa một linh mục đang mặc phẩm phục

Trong một số Giáo hội Kitô giáo, Đông phương cũng như Tây phương, các giáo sĩ đọc lời nguyện khi mặc phẩm phục trước hoặc sau khi đi đoàn rước tiến vào cung thánh như một phần của nghi thức phụng vụ, căn cứ theo nghi chế hoặc nghi lễ của Giáo hội ấy.

## Trong các Nghi chế Tây phương

### Nghi chế Roma, trước Thánh lễ

#### Đối với vị chủ tế là Giám mục, trước Thánh lễ giáo chủ
Khi nhận lấy giày, vị Giám mục đọc: 
Calcea, Domine, pedes meos in praeparationem evangelii pacis, et protege me in velamento alarum tuarum.

"Lạy Chúa, xin mang cho con đôi giày là lòng hăng hái loan báo Tin Mừng và che chở con dưới cánh của Người." (Êphêsô 6:15 và Thánh Vịnh 61:5)
Khi cởi áo cappa magna, vị Giám mục đọc:
Exue me, Domine, veterem hominem cum moribus et actibus suis: et indue me novum hominem, qui secundum Deum creatus est in justitia, et sanctitate veritatis.

"Lạy Chúa, xin cởi khỏi con con người cũ với nếp sống xưa, và xin mặc lên cho con con người mới được sáng tạo theo hình ảnh Thiên Chúa trong sự công chính và thánh thiện của lẽ thật." (Êphêsô 4:22 và Êphêsô 4:24)
Khi rửa tay, vị Giám mục đọc:
Da, Domine, virtutem manibus meis ad abstergendam omnem maculam immundam; ut sine pollutione mentis et corporis valeam tibi servire.

"Lạy Chúa, xin trợ lực cho đôi tay con và rửa sạch khỏi mọi vết nhơ, hầu cho tâm trí và thân xác con không còn ô uế mà xứng đáng phục vụ Ngài."
Khi nhận lấy khăn vai, vị Giám mục đọc:
Impone, Domine, galeam salutis in capite meo, ad expugnandas omnes diabolicas fraudes, inimicorum omnium versutias superando.

"Lạy Chúa, xin đội lên đầu con mũ giáp cứu độ, để con lướt thắng mưu chước của quỷ dữ và đánh bại mọi cuộc tấn công tàn bạo của ba thù."
Khi nhận lấy áo alba, vị Giám mục đọc:
Dealba me, Domine, et a delicto meo munda me; ut cum his, qui stolas suas dealbaverunt in sanguine Agni, gaudiis perfruar sempiternis.

"Lạy Chúa, xin thanh tẩy con và rửa sạch trái tim con, hầu cho con xứng đáng được hưởng niềm vui muôn đời cùng những kẻ đã gột sạch áo mình bằng máu Chiên Thiên Chúa."
Khi nhận lấy dây thắt lưng, vị Giám mục đọc:
Praecinge me, Domine, cingulo fidei et virtute castitatis lumbos meos, et extingue in eis humorem libidinis; ut jugiter maneat in me vigor totius castitatis.

"Lạy Chúa, xin hãy dùng đức tin cùng đức khiết tịnh mà thắt lưng cho con, xin dập tắt ngọn lửa ham muốn trong tâm hồn con, hầu cho sức mạnh của đức khiết tịnh trọn hảo luôn ở trong con."
Khi đeo lên mình thánh giá đeo ngực, vị Giám mục đọc:
Munire digneris me, Domine Jesu Christe, ab omnibus insidiis inimicorum omnium, signo sanctissimae Crucis tuae: ac concedere digneris mihi indigno servo tuo, ut sicut hanc Crucem, Sanctorum tuorum reliquiis refertam, ante pectus meum teneo, sic semper mente retineam at memoriam passionis, et sanctorum victorias Martyrum.

"Lạy Chúa Giêsu Kitô, nhờ dấu cực thánh giá Chúa, xin đoái thương bảo vệ con khỏi mọi chước mốc kẻ thù, và khi con nắm lấy cây thánh giá chứa đầy thánh tích của các phúc nhân trước ngực, xin Ngài khấng ban cho con, là đầy tớ bất xứng của Chúa, được khắc cốt ghi tâm cuộc thương khó của Chúa và cuộc khải hoàn của các thánh tử đạo."
Khi nhận lấy dây stola, vị Giám mục đọc:
Redde mihi, Domine, obsecro, stolam immortalitatis, quam perdidi in praevaricatione primi parentis; et, quamvis indignus accedere praesumo ad tuum sacrum mysterium cum hoc ornamento, praesta, ut in eodem in perpetuum merear laetari.

"Lạy Chúa, xin Chúa thương ban cho con dây stola sự sống đời đời mà con đã đánh mất vì sự vấp phạm của tổ tiên con, và tuy bất xứng, nhưng vì con dám cả lòng đến gần màu nhiệm thánh của Chúa với phẩm phục này, thì xin Chúa cũng khấng ban cho con được xứng đáng hưởng niềm vui trong màu nhiệm ấy cho đến muôn đời."
Khi nhận lấy áo tunicula, vị Giám mục đọc:
Tunica jucunditatis, et indumento laetitiae induat me Dominus.

"Lạy Chúa, xin Chúa thương khoác lên mình con áo tunicula của niềm vui sướng và lòng hân hoan."
Khi nhận lấy găng tay giám mục, vị Giám mục đọc:
Circumda, Domine, manus mea munditia novi hominis, qui de caelo descendit; ut, quemadmodum Iacob dilectus tuus pelliculis hoedorum opertis manibus, paternam benedictionem, oblato patri cibo potuque gratissimo, impetravit; sic et oblata per manus nostras salutaris hostia, gratiae tuae benedictionem mereatur. Per Dominum nostrum Jesum Christum Filium tuum, qui in similitudinem carnis peccati pro nobis obtulit semetipsum.

"Lạy Chúa, xin bao bọc đôi tay con bằng sự thanh sạch của con người mới từ trời xuống, như xưa ông Giacóp mà Người thương yêu đã phủ kín đôi tay bằng da dê mà dâng lên cho cha mình của ăn và thức uống rất thơm ngon hầu nhận lấy phép lành trưởng nam, thì con cũng dám xin cho của lễ cứu độ do đôi tay chúng con dâng lên Chúa xứng đáng được Chúa chúc lành, nhờ Đức Giêsu Kitô, con Chúa và là Chúa chúng con, Đấng đã mang thân xác như thân xác tội lỗi chúng con để đền tội chúng con.” (Sáng thế 27:6–29 và Rôma 8:3)"